# Манчестер (Минесота)
Манчестер (енгл. Manchester) град је у америчкој савезној држави Минесота.

## Демографија
По попису из 2010. године број становника је 57, што је 24 (-29,6%) становника мање него 2000. године.
| Група             | 2000.       | 2010.      |
| Белци             | 81 (100,0%) | 56 (98,2%) |
| Афроамериканци    | 0 (0,0%)    | 0 (0,0%)   |
| Азијати           | 0 (0,0%)    | 0 (0,0%)   |
| Хиспаноамериканци | 0 (0,0%)    | 1 (1,8%)   |
| Укупно            | 81          | 57         |